# Раковская улица
Ра́ковская улица — улица в Минске, главная улица Раковского предместья. Названа по направлению к местечку Раков, так как была частью дороги, которая вела из Минска на запад, в сторону Ракова. В насстоящее время начинается во дворах домов по улице Немига, пересекает улицы Витебскую, Освобождения и Обойную, заканчивается на улице Мельникайте, далее её продолжает улица Максима Танка.

## История
Планировка улиц Раковского предместья известна с XVII века. Раковская улица, как и остальное предместье, была заселена еврейской беднотой. В конце XIX века на улице появляются фабрики, среди которых выделялись обойные фабрики Эпштейна и Шифмановича. Перед революцией улица была плотно застроена, преимущественно доходными домами.
С 1937 по 1993 год улица носила имя писателя Николая Островского. В 1968-73 гг. при реконструкции Немиги начальный участок улицы был уничтожен, от него сохранился только собор Петра и Павла, имеющий адрес по Раковской улице, хотя больше и не выходящий на неё.

## Примечательные здания
По нечётной стороне
По чётной стороне
- Дом 4 — собор Святых Апостолов Петра и Павла
- Дом 24 — Синагога Зальцмана (ныне шахматная школа).